# Novruz Temrezov
Novruz Temrezov –en ruso, Науруз Темрезов, Nauruz Temrezov– (Bakú, 6 de enero de 1981) es un deportista azerbaiyano que compitió para Rusia en lucha libre.
Ganó tres medallas de bronce en el Campeonato Europeo de Lucha entre los años 2005 y 2009. Participó en los Juegos Olímpicos de Pekín 2008, ocupando el séptimo lugar en la categoría de 84 kg.

## Palmarés internacional
| Representando a Rusia      |                     |                   |           |
| Campeonato Europeo         |                     |                   |           |
| Año                        | Lugar               | Medalla           | Categoría |
| 2005                       | Varna (Bulgaria)    | Medalla de bronce | 84 kg     |
| Representando a Azerbaiyán |                     |                   |           |
| Campeonato Europeo         |                     |                   |           |
| Año                        | Lugar               | Medalla           | Categoría |
| 2008                       | Tampere (Finlandia) | Medalla de bronce | 84 kg     |
| 2009                       | Vilna (Lituania)    | Medalla de bronce | 84 kg     |